# 茶さん
茶さん （ちゃさん）は、2002年から中華民国交通部観光局及び台湾観光協会が日本向けの台湾観光キャンペーンに起用しているイメージキャラクター。
茶さんの本名は「茶 壱福」。台湾の私設親善大使として2002年夏より日本のお茶の間に登場している。茶壷（チャーフー、台湾式の急須）の頭に目がついた顔立ちにカンフー服といった格好で、CMでのコミカルなしぐさが「幅広い世代層から支持を受け」、一躍人気者となる。2003年9月18日からは台湾観光プロモーションの一環として自分のホームページを開設の上、交通部観光局のホームページにもバナーを出し、またCMにも「家族」ともども出演するなど、活動がより活発化した（ただし、2004年バージョンのCMでは、台湾の市井の人々と茶さん、といった取り合わせになっている）。2005年バージョンのCMはまだ放映されていないようであるが（4月時点）、中華民国政府は2004年に引き続き、2005年も台湾観光年に定め積極的な旅客誘致活動を展開している。
日本では、茶さんはいわゆる「ゆるキャラ」に分類されることもあり、例えば『ゆるキャラ大図鑑』（みうらじゅん著、扶桑社、2004年）では、茶さんが、キャラクターの使用団体が意図するキャンペーンのイメージ定着という点で最も成功した事例の一つとして紹介されており、日本で最も知名度かつ人気の高い「ゆるキャラ」の一つに数えられている。

## 茶さんとその家族のプロフィール
茶さんのホームページや台湾観光協会の発行しているパンフレットには、茶さんとその一家に関するデータがかなり詳細に記載されている。以下のプロフィールは、「茶さんのホームページ」や毎日新聞に掲載された、台湾観光協会東京事務所長へのインタビュー（2003年2月26日付毎日新聞「この人に聞く」）等の情報を中心にとりまとめたものである。
茶さん（茶 壱福、通称チャーリー（茶阿里））
1976年（民国65年）7月21日台湾九份に生まれる。実家は茶藝館で本人の職業は観光局員。台北で妻、1歳になる長男と3人暮らし（※）。熱しやすく（短所）冷めにくい（長所）性格で、モットーは「考える前に注げ」。
※ただし、2002年夏に初登場したときは、「独身で、恋人募集中」という触れ込みだったようである（つまり現在紹介されているプロフィールとは若干の点で齟齬がある）。
ママ茶（茶 茉莉花（ジャスミン））
1976年（民国65年）九份生まれで、茶さんとは幼なじみ。茶さんが学生時代台北で偶然再会し、5年の交際期間を経て結婚した。茶さんとの間に1歳（2003年時点）になる息子がいる。
ベビー茶（茶 若葉）
2002年（民国91年）台北生まれ。茶さんの長男。
おじい茶（茶 陳年）
1937年（民国26年）高雄生まれ。九份で妻とともに茶藝館を営んでおり、台北の茶さんのもとに月に2、3度のペースで遊びに来る。
おばあ茶
ホームページの記事等からその存在は知られているものの、名前、生年等詳細なデータは不明。

## 茶さんが出演しているCM

### キャッチコピー
- 「ニッポンの疲れに台湾」（2002年、2003年）
- 「ようこそ、台湾劇場へ」（2004年）

### CM音楽
『幸せなら手を叩こう』の二胡演奏バージョン（2002年、2003年）
※2004年からはオリジナルソングを使用している模様。

### 2002年放送分
「茶・茶葉紹介篇」、「小皿料理篇」、「足つぼマッサージ篇」

### 2003年放送分
「ホームページ篇」、「台湾茶篇」、「温泉篇」、「占い横丁」篇

### 2004年放送分
「活気篇」、「休閒篇」
※以上のCMについては、全て「茶さんのホームページ」から閲覧可能。

## 台湾への日本人渡航者数の推移
- 2001年 976,750人（対前年比6.60%増）
- 2002年 998,497人（同2.23%増）
- 2003年 657,053人（同34.2%減）
- 2004年 887,311人（同35.64%増）
- 2005年 1,124,334人（同26.71%増）
- 2006年 1,161,489人（同3.30%増、うち「観光」目的721,351人）

（中華民国交通部観光局プレスデータ）
茶さんがCMに登場した2002年とその前年にあたる2001年に台湾への日本人渡航者数が大きく伸び、2003年には百万人に手が届きそうな勢いであった。しかし、年が明けてから春先に起こった重症急性呼吸器症候群（SARS）流行の影響で来台者数が激減、中正国際空港（現・台湾桃園国際空港）の1日あたり利用者数が開業以来最低を記録するなど、台湾の観光産業も大打撃を受けた（観光行政にてこ入れを始めた矢先の出来事であり、交通部観光局にとっても、また私設親善大使を買って出た茶さんにとっても、まさに受難の日々となってしまったわけである）。SARS 騒ぎが治まった2004年には渡航者数も持ち直したものの、まだ2001年の水準にまで回復できていない。しかし、2005年には一気に112万人台まで上り、100万人を多く上回った。また、ツアーに参加しない個人観光客も半数ほど占めている。2006年も同じ水準を維持している。